# Malformacja Oekonomakisa
Malformacja Oeconomakisa (ang. Oeconomakis malformation) – rzadka malformacja mózgowia, współistnienie megalencefalii z ogniskową, najczęściej ograniczoną do wyspy, mikrogyrią. Patologię tę opisał po raz pierwszy Miltiades Oeconomakis.